# Notre-Dame d'Amiens
Cathédrale Notre-Dame d'Amiens, Notre-Damekatedralen i Amiens, påbörjad 1220, är den största gotiska katedralen i Frankrike och kallas ofta den mest välproportionerade. 1981 blev katedralen uppsatt på Unescos världsarvslista. Den tillhör Romersk-katolska kyrkan.

## Historia
Katedralen förstördes i en brand 1218 och började återuppföras 1220 under ledning av Robert de Luzarches. Den tredelade västfasaden, som är mycket välbevarad, stod klar 1236. Av västfasadens speglar är Vincent av Beauvais Speculum Universale den mest berömda. Den är uppdelad i flera encyklopediska skulptursviter: Speculum doctrinale (handens och andens arbete), Speculum morale (hur dygderna övervinner lasterna), Speculum historiale (den bibliska berättelsen och Guds fortsatta frälsningsverk i martyrers och bekännares liv) och åtföljs av reliefer med scener ur människans liv under årets tolv månader och zodiakens stjärntecken. 
Mittskeppet har en invändig höjd på 42,3 m (jämför med Notre-Dame de Paris 34 m). Mittskeppets arkader upptar mer än halva höjden. Det konsekvent genomförda schemat bildar ett enhetligt system från golv till tak med knippepelare som övergår i valvens ribbor. De vertikala elementen balanseras mot horisontella i form av triforier och serier av kapitäl.
Korets plan består av ett intrikat system som kombinerar sju inre och tolv yttre stödpunkter.
Skulpturerna utgörs av livliga gestalter i arkivolterna och mer realistiska, större figurer, stående i typiska gotiska fundament i en mer lugn stil med vertikalt hängande textilier och värdiga åtbörder.

## Galleri

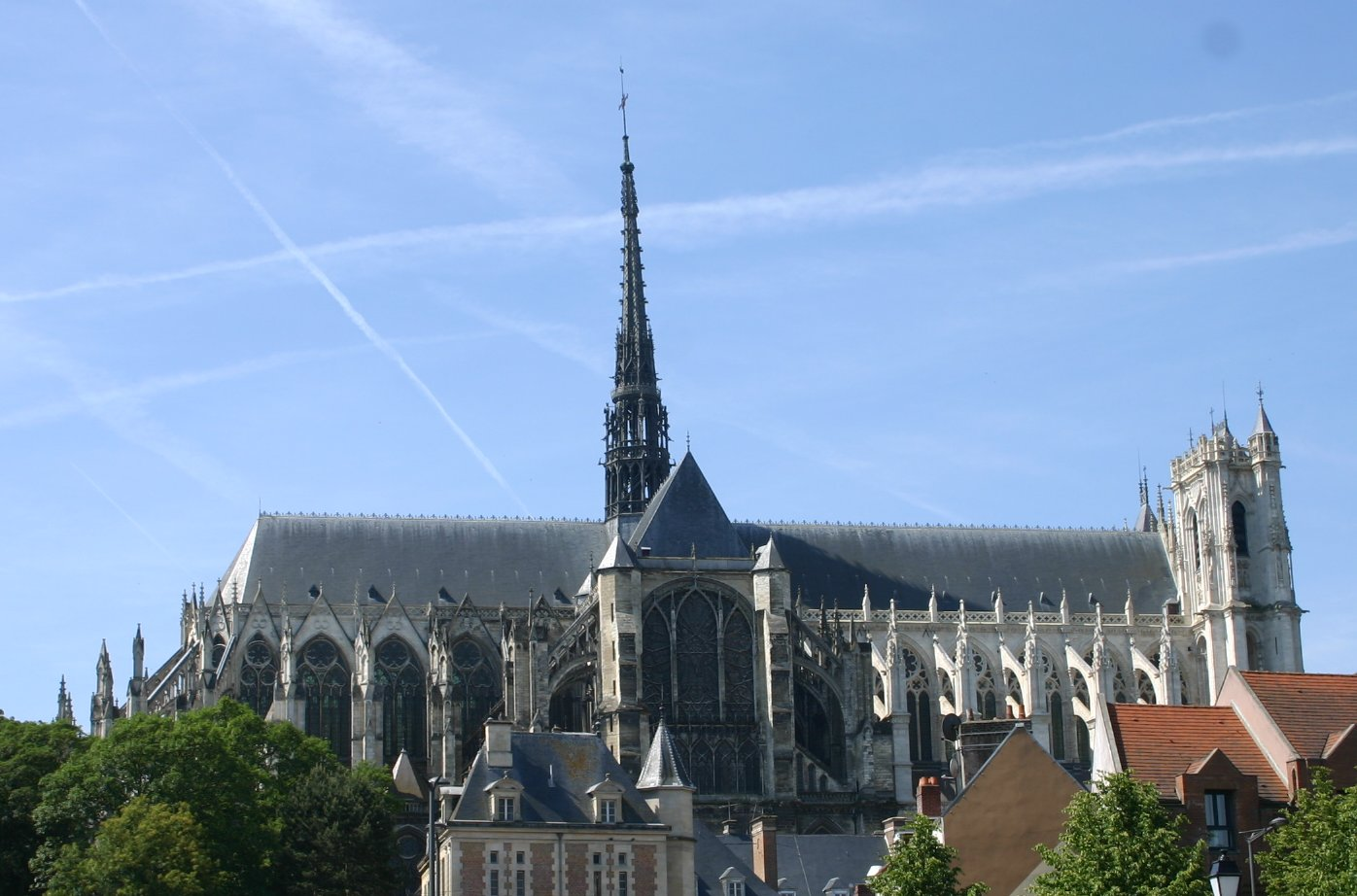
Katedralen från norr med strävbågar och den centrala spiran.
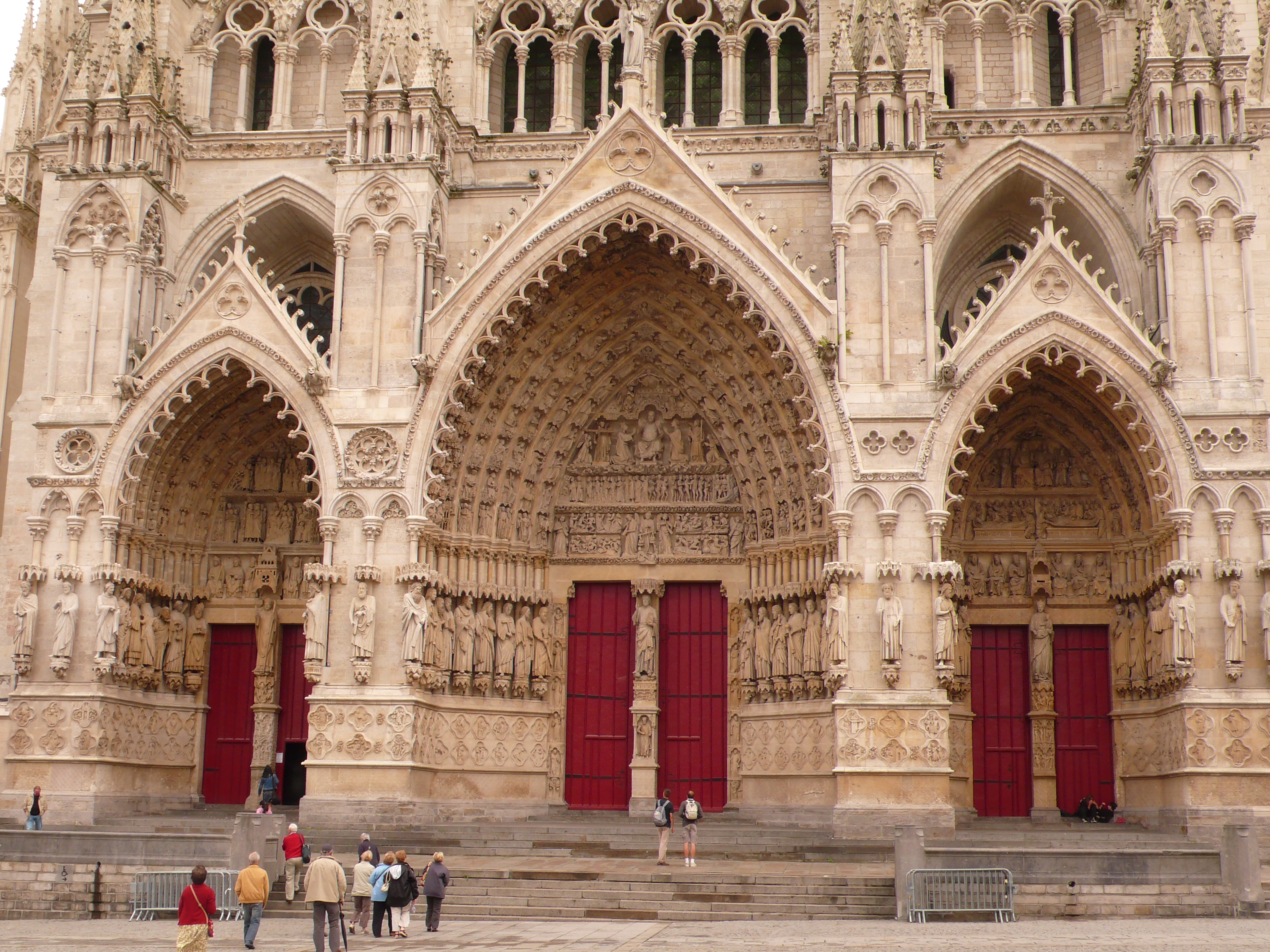
Västfasadens tre portaler. I mitten syns Kristus i majestät under domedagen.
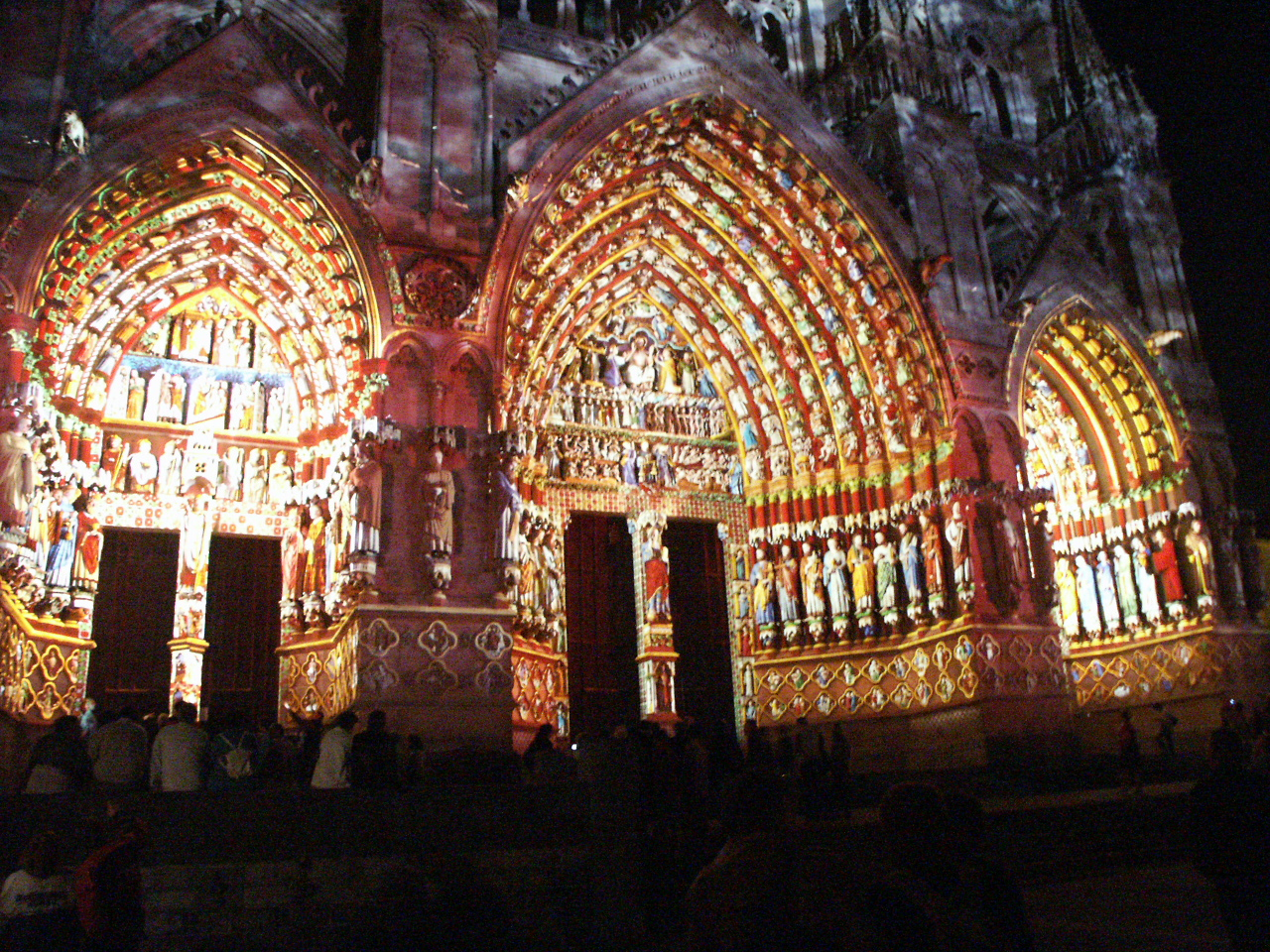
Portalerna upplysta med sina ursprungliga färger.
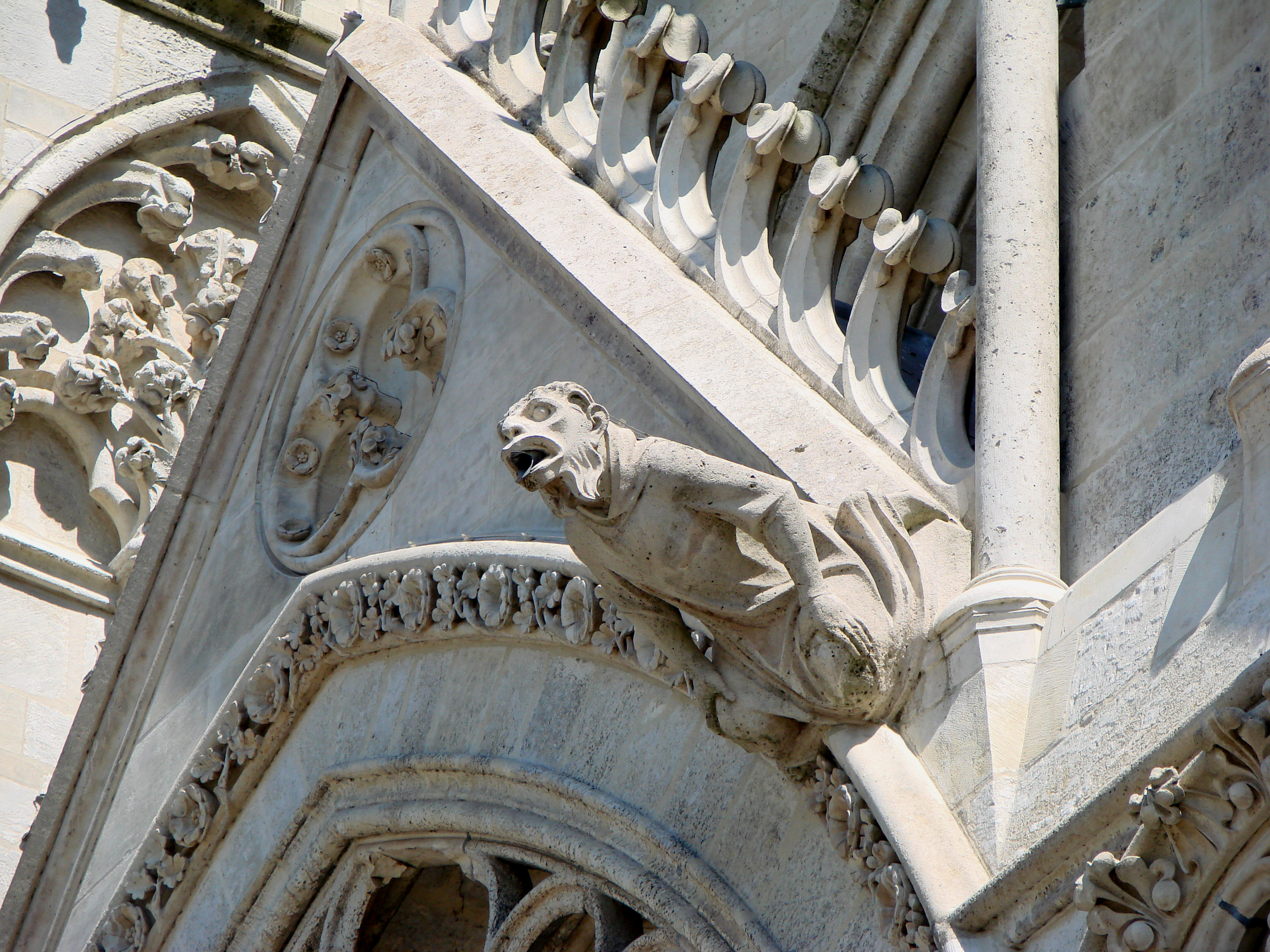
Vattenkastare och arkitekturella detaljer.
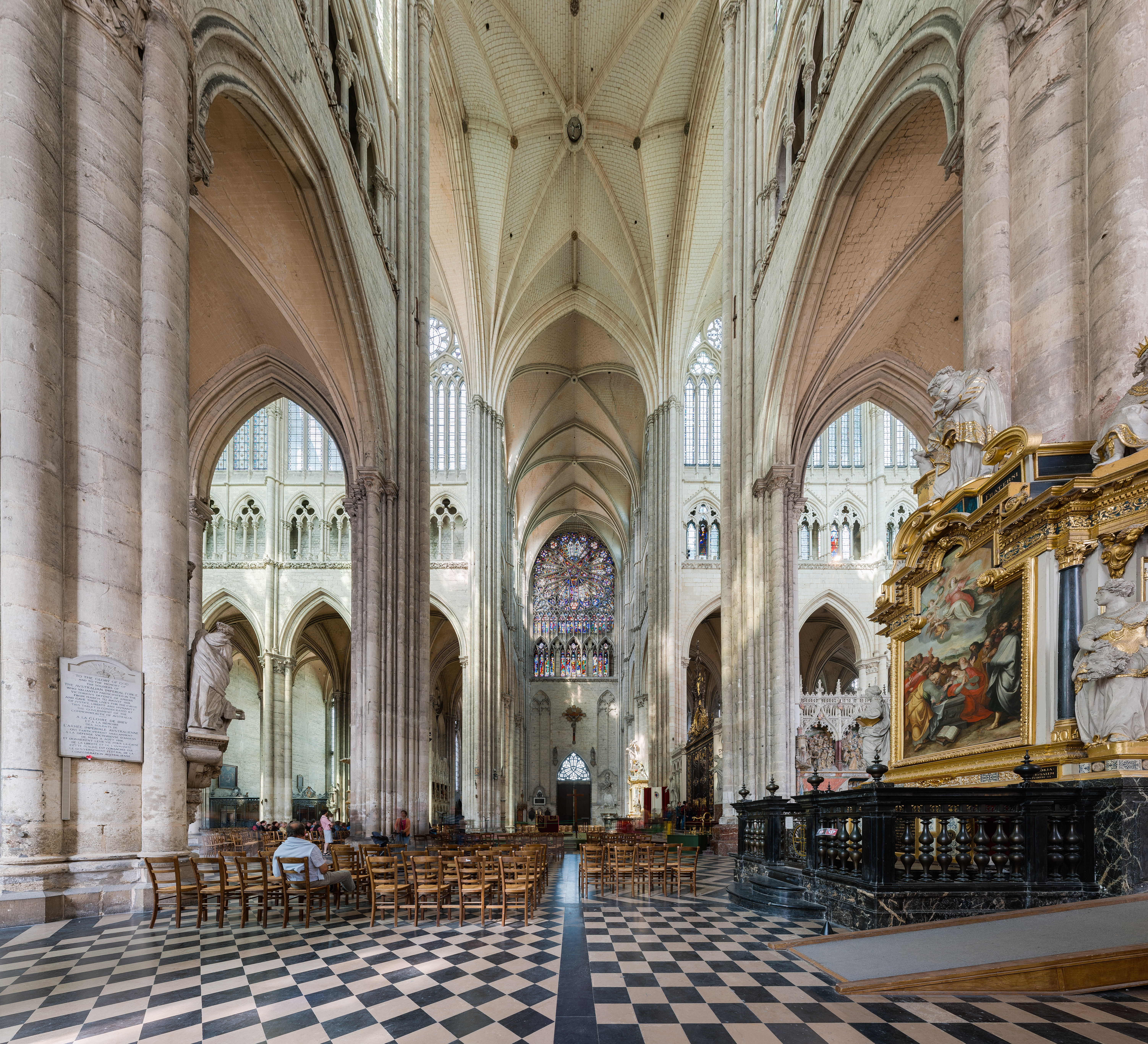
Tvärskeppets nordliga korsarm med glasmålning.
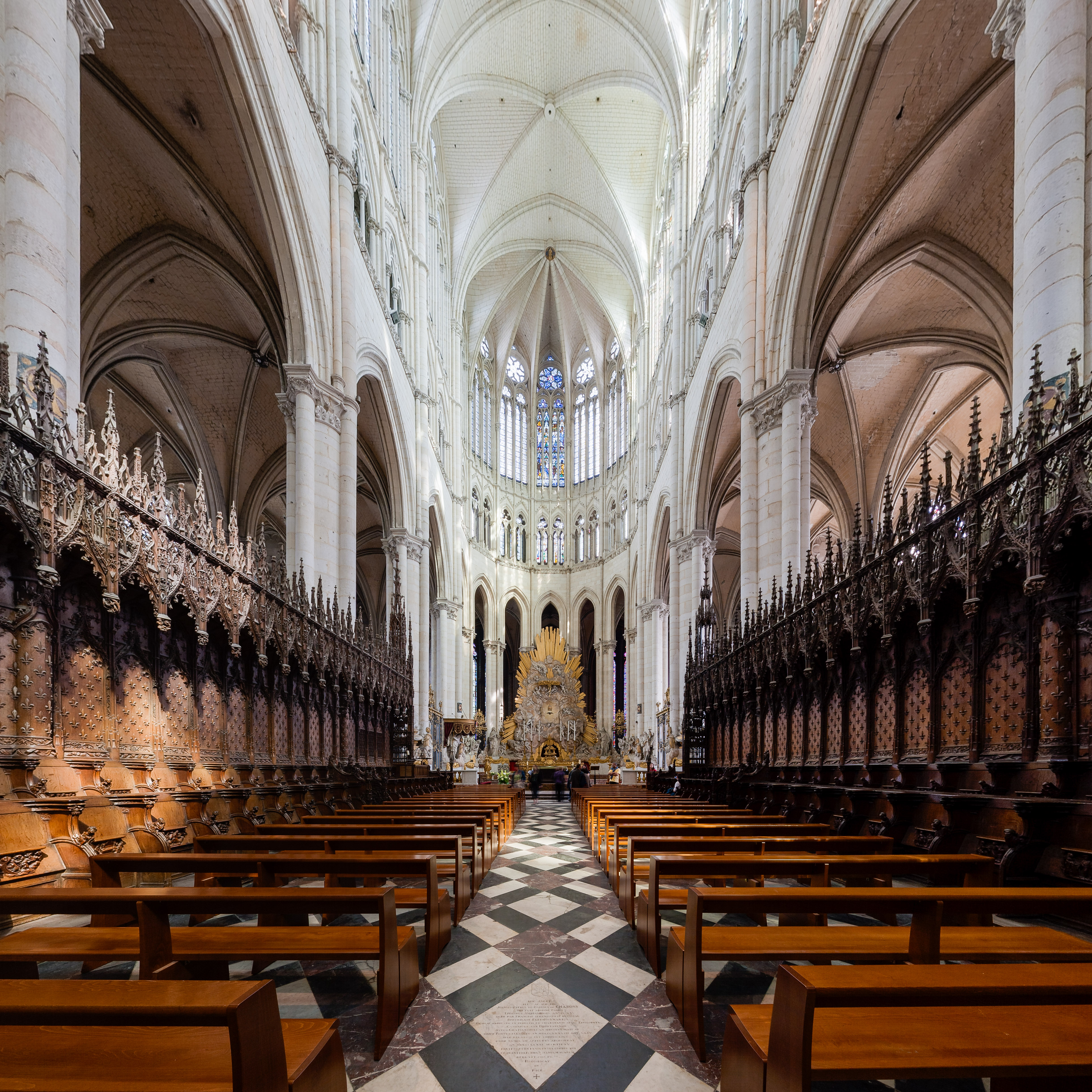
Koret och altaret.
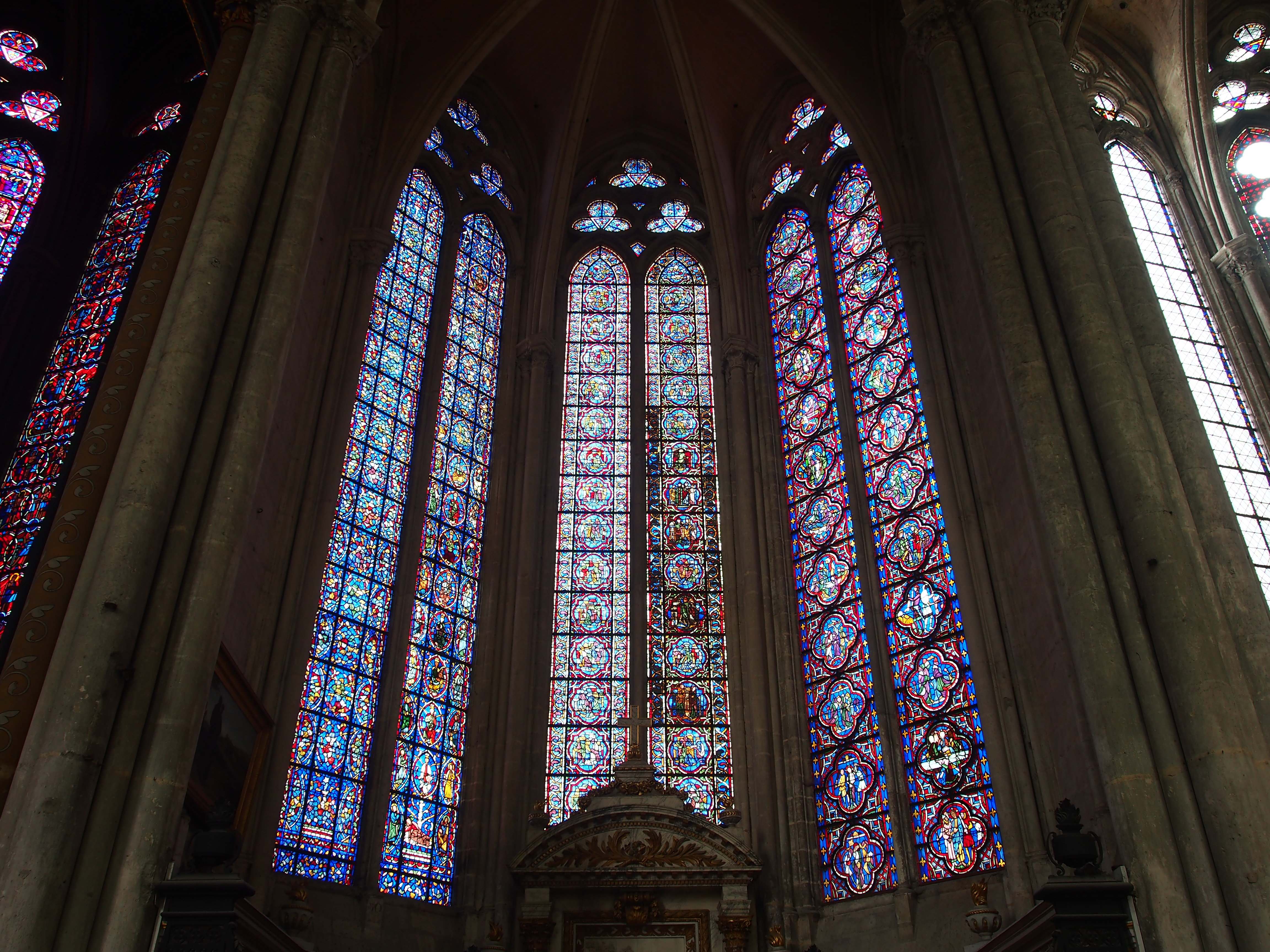
Glasmålningar.
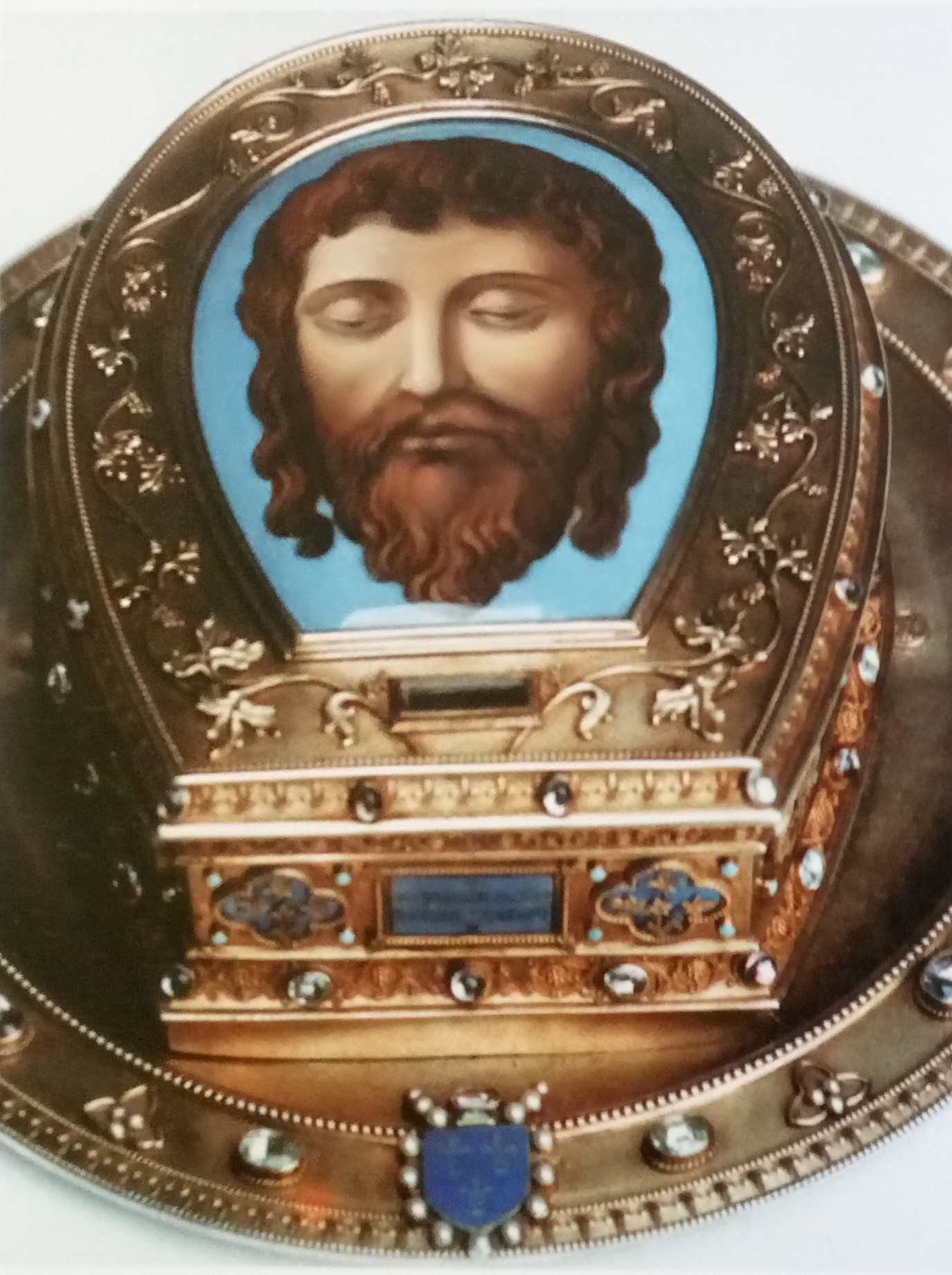
Relikvarium innehållande Johannes Döparens påstådda huvud.
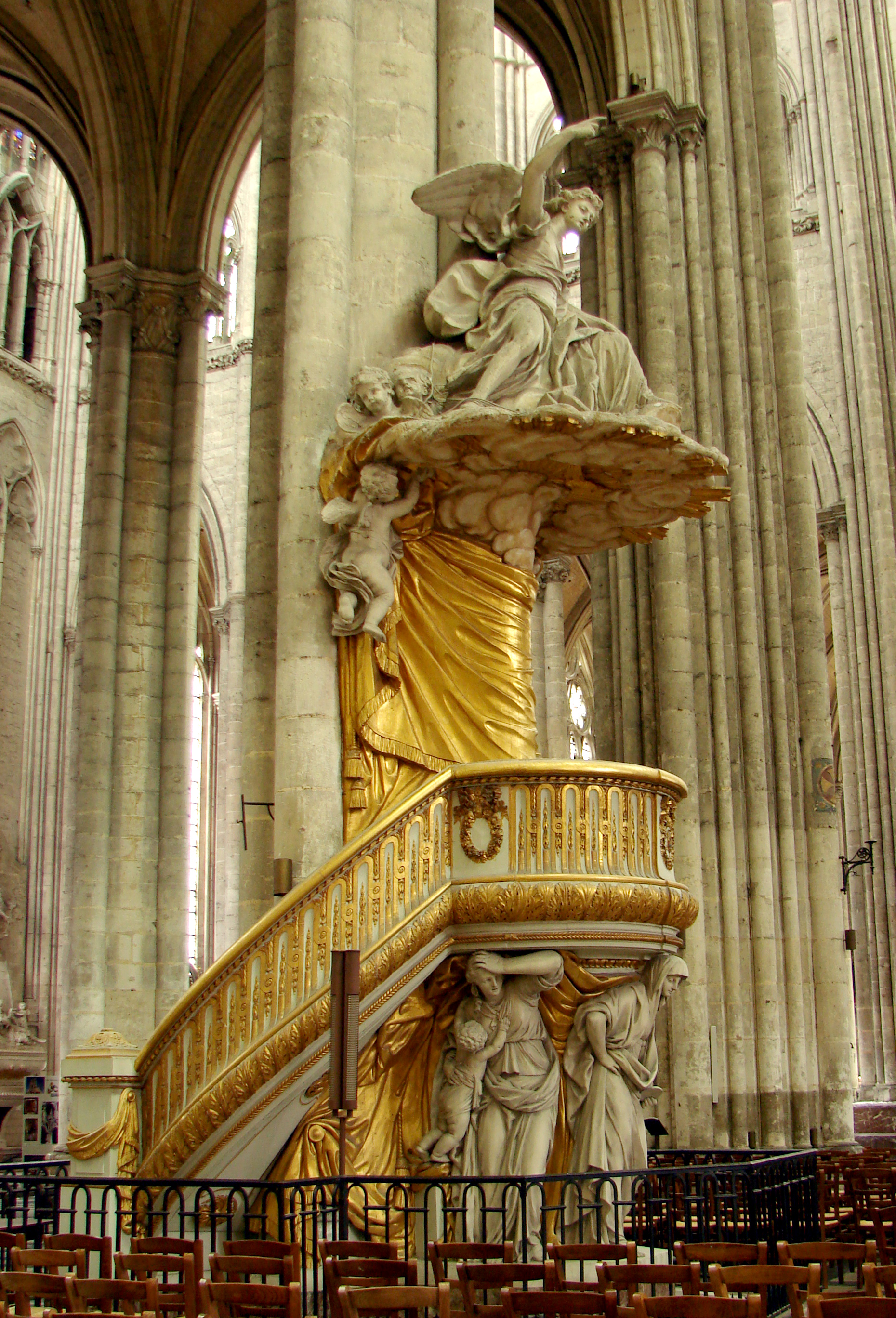
Predikstol från barocken.
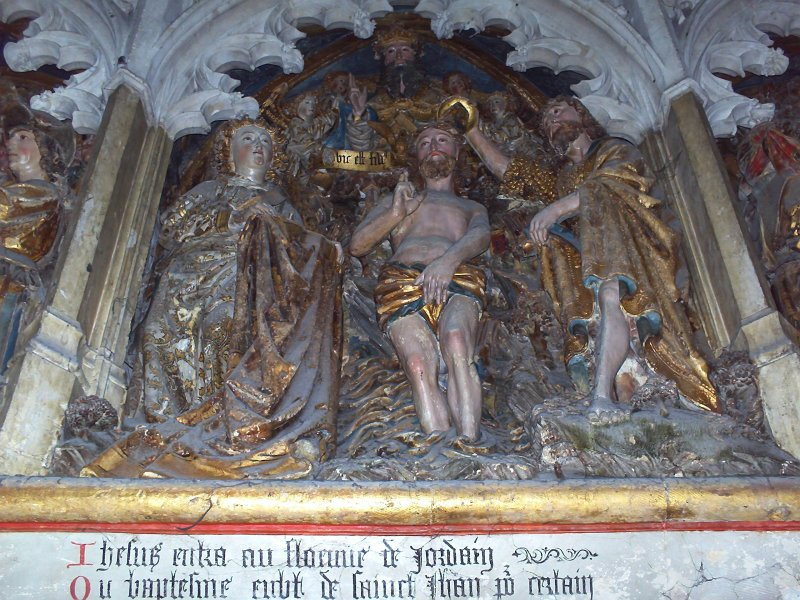
Skulptur av Jesu dop, en av många skulpturer från Johannes Döparens liv och död.
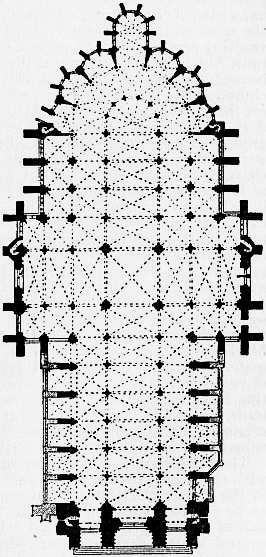
Katedralens planritning.